# Vladislav Shayakhmetov
Vladislav Nailyevich Shayakhmetov (Revda, Sverdlovsk Oblast, 25 de Agosto de 1981) é um futebolista de salão da Rússia.
Sua posição no esporte é fixo.
Em 2007, ele foi eleito o Melhor Jogador do Mundo de Futsal pela FIFA